# Тиммолово
Ти́ммолово (фин. Timola, Uusikylä) — деревня в Аннинском городском поселении Ломоносовского района Ленинградской области.

## История
На «Топографической карте окрестностей Санкт-Петербурга» Военно-топографического депо Главного штаба 1817 года упоминается деревня Ижора или Ускуля состоящая из 23 крестьянских дворов.
На карте Санкт-Петербургской губернии Ф. Ф. Шуберта 1834 года обозначена деревня Ускуля (Ижора) из 22 дворов.

УШКУЛЯ — деревня принадлежит государю великому князю Константину Николаевичу, число жителей по ревизии: 40 м. п., 38 ж. п. (1838 год)

В пояснительном тексте к этнографической карте Санкт-Петербургской губернии П. И. Кёппена 1849 года она записана как деревня Timola (in der Revision: Uusi-kylä) (Ускуля, Узикюля или Ижора) и указано количество её жителей на 1848 год: эурямёйсет — 1 м. п., 1 ж. п., всего 2 человека, ижоры — 29 м. п., 41 ж. п., всего 70 человек.
Согласно карте профессора С. С. Куторги 1852 года деревня называлась Ускуля.

УШКУЛЯ — деревня Красносельской удельной конторы Шунгоровского приказа, по просёлочной дороге, число дворов — 16, число душ — 31 м. п. (1856 год)

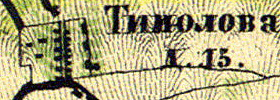
Деревня Тиммолово на карте 1860 года

Согласно «Топографической карте частей Санкт-Петербургской и Выборгской губерний» в 1860 году деревня называлась Тимолова и насчитывала 13 крестьянских дворов.

УШКУЛЯ (УСКУЛЯ, ИЖОРА) — деревня Павловского городского правления при колодце, число дворов — 16, число жителей: 26 м. п., 37 ж. п.. (1862 год)

В 1885 году деревня Ушкюля насчитывала 15 дворов.
В конце XIX века деревня входила в состав Константиновской волости 1-го стана Петергофского уезда Санкт-Петербургской губернии, в начале XX века — 2-го стана. По приходским данным население деревни было исключительно финским.
К 1913 году количество дворов в деревне Ушкюля не изменилось.
Согласно данным переписи населения СССР 1926 года в деревне Ушкуля Чухонско-Высоцкого сельсовета Ропшинской волости Троцкого уезда проживал 121 человек — все русские.

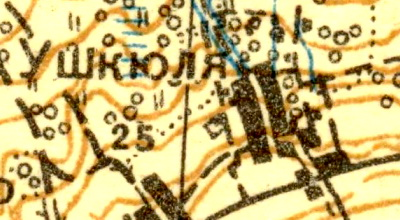
Деревня Тиммолово на карте 1931 года

Согласно топографической карте 1931 года деревня называлась Ушкюля и насчитывала 25 дворов.
По данным 1933 года деревня называлась Ушкюля и входила в состав Финно-Высоцкого финского национального сельсовета Ленинградского Пригородного района.
С 1936 года деревня называлась Тиммолово и находилась в составе Финно-Высоцкого сельсовета Красносельского района.
В 1940 году население деревни Тиммолово составляло 108 человек.
Деревня была освобождена от немецко-фашистских оккупантов 20 января 1944 года.
С 1955 года в составе Ломоносовского района.
С 1959 года в составе Шунгоровского сельсовета.
С 1963 года в составе Гатчинского района.
С 1965 года вновь в составе Ломоносовского района. В 1965 году население деревни Тиммолово составляло 66 человек.
По данным 1966 года деревня Тиммолово также входила в состав Шунгоровского сельсовета.
По данным 1973 и 1990 годов деревня Тиммолово входила в состав Аннинского сельсовета.
В 1997 году в деревне Тиммолово Аннинской волости проживали 10 человек, в 2002 году — 9 человек (русские — 78 %), в 2007 году — также 10.

## География
Деревня расположена в северо-восточной части района на автодороге Капорское — Иннолово, к юго-востоку от посёлка Аннино и к северу от деревни Яльгелево.
Рядом проходят автодороги 41К-140 (Стрельна — Яльгелево) и 41К-015 (Анташи — Красное Село).
Расстояние до посёлка Аннино — 11 км.
Расстояние до ближайшей железнодорожной станции Красное Село — 10 км.

## Демография
| 1862 | 2002 | 2007 | 2010 | 2017 |
| ---- | ---- | ---- | ---- | ---- |
| 63   | ↘9   | ↗10  | ↗23  | ↗34  |

## Улицы
Ивановская, Ижорская, Мира, Нагорная, Свечной переулок, Сергеевская, Строителей, Тихий переулок.